# Fritz Viering
Fritz Christian Viering (* 3. November 1910 in Barop; † 13. Juli 1984 in Detmold) war ein deutscher evangelisch-reformierter Theologe und unter anderem von 1970 bis 1979 Landessuperintendent der Lippischen Landeskirche.

## Leben
Viering legte nach Abschluss seines Theologiestudiums 1936 das Erste Theologische Examen vor dem Prüfungsamt der Bekennenden Kirche im Rheinland ab und arbeitete anschließend als Assistent an der Universität Tübingen und als Wissenschaftlicher Mitarbeiter beim Evangelischen Bund. 1938 wurde er in Tübingen zum Dr. theol. promoviert. Nach seiner Ordination 1939 war er Hilfsprediger und Pfarrstellenvertreter in Dortmund-Barop, bis er im Juni 1941 zum Militärdienst eingezogen wurde. Von 1943 bis 1962 wirkte er als Pfarrer in Hilbeck, ab 1947 zusätzlich als Superintendent des Kirchenkreises Hamm und ab 1960 als Mitglied der Kirchenleitung der Evangelischen Kirche von Westfalen. 1957 habilitierte er sich für Systematische Theologie und lehrte seitdem als Privatdozent an der Universität Münster. 1962 wurde er auf die Stelle eines Oberkonsistorialrats in der Kirchenkanzlei der Evangelischen Kirche der Union in Berlin berufen. 1970 übernahm er als Landessuperintendent die Leitung der Lippischen Landeskirche mit Sitz in Detmold. Von 1971 bis 1973 gehörte Viering dem Rat der Evangelischen Kirche in Deutschland an. Zeitweise wirkte er auch als stellvertretender Moderator des Reformierten Bundes und als Vorsitzender der Arnoldshainer Konferenz.

## Schriften (Auswahl)
- Evangelische und katholische Schriftauslegung als Frage nach dem Verhältnis von Christus und Kirche. Verlag des Evang. Bundes, Berlin 1938 (zugleich Dissertation).
- Die römisch-katholische Mariologie und die Botschaft der Reformation. Schriftenmissions-Verlag, Gladbeck 1955.
- Christus und die Kirche in römisch-katholischer Sicht. Ekklesiologische Probleme zwischen dem 1. und 2. vatikanischen Konzil (= Kirche und Konfession; Bd. 1). Vandenhoeck & Ruprecht, Göttingen 1962 (Habilitation).
- Der Kreuzestod Jesu. Interpretation eines theologischen Gutachtens. Gütersloher Verlagshaus G. Mohn, Gütersloh 1969.
- (als Herausgeber): Zu Karl Barths Lehre von der Taufe. Gütersloher Verlagshaus G. Mohn, Gütersloh 1971; 2. Auflage 1972.